# Башко, Годислав

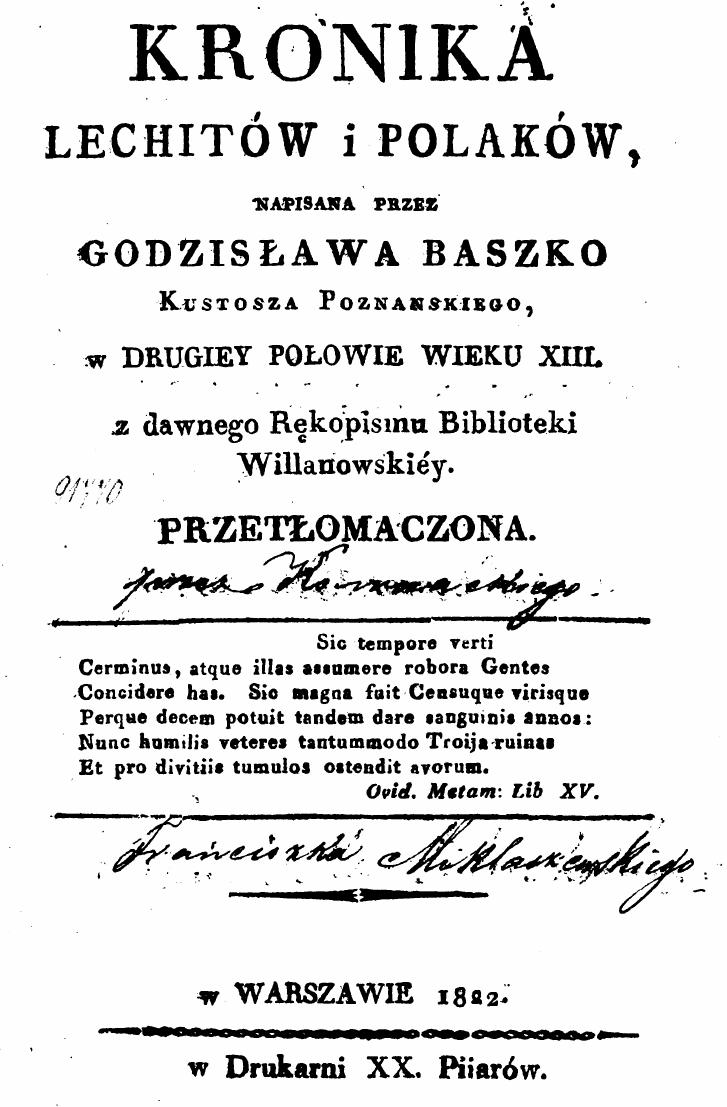
Польский перевод Kroniki wielkopolskiej («Великой хроники о Польше, Руси и их соседях») 1822 г., в котором автором хроники указан Годислав Башко

Годислав Башко, известный также как Пасэк (лат. Godislaus Basco, пол. Godzisław Baszko; около 1215 — между  1269 и 1295) — латинско-польский хронист XIII века, познаньский кустош, предполагаемый составитель «Великопольской хроники» (лат. Chronica Poloniae Maioris).

## Биография
Подобно многим своим образованным современникам, Башко служил священником в Познани, занимая должность кустоша (хранителя) Архикафедральной базилики Святых Петра и Павла. Точно не известно, когда он родился и когда умер, но в документах он в последний раз упоминается в 1269 году. Известный польский литературовед XIX века Антоний Малецкий отождествлял его с «гнезненским архиепископом» Гославом, полагая, что он мог дожить до 1283 года. Прозвище его Башко, вероятно, происходит от польского уменьшительного Барломей (Barłomiej). В одном из документов Башко упоминается под именем Гоцзальк, поэтому некоторые учёные считают, что он был бюргером немецкого происхождения.
В тексте «Великопольской хроники», написанной на латинском языке, Годислав упоминается дважды — в главах 118 и 119, под 1257 годом (ego Basco vidi ferre), и в главе 145, под 1265 годом (misrerunt me Godislaum custodem eiusdem ecclesaie Basconem cognomine), когда он как очевидец рассказывает об избрании нового познанского епископа Фаланты. На основании этого ряд исследователей XVIII—XIX веков, в частности, вышеназванный А. Малецкий, а также Артур Мозбах, Пьер Давид и Бригида Кюрбис, считали его, как минимум, вторым или даже единственным автором «Великопольской хроники».
Считалось, что Годислав Башко продолжил хронику Винцентия Кадлубка, доведённую до 1202 года, но немецкий историк XVIII века Фридрих-Вильгельм Соммерсберг доказал, что приписываемый ему труд в реальности состоит из двух частей: первая, охватывающая период с 1207 до 1251 год, написана познанским епископом Богухвалом, и только вторая часть, с 1252 по 1272 год, принадлежит перу самого Башко. Новейшими исследованиями было доказано, что «Великопольская хроника» завершена была уже во второй половине XIV века, и, следовательно, перу одного лишь Башко принадлежать явно не могла. 
По утверждению авторов Энциклопедии Брокгауза и Эфрона, сочинение его не отличается большими литературными достоинствами и, помимо фактологических и хронологических ошибок, содержит немало сомнительных сообщений.
Хроника Годислава Башко известна в 7 списках, из которых один находился в Санкт-Петербурге в Императорской публичной библиотеке. Хроника была опубликована Ф. Соммерсбергом в 1729—1732 годах в Лейпциге и Бреслау и переиздавалась в 1752 и 1769 годах в Варшаве. Переведена на польский язык Ипполитом Ковнацким, под названием «Kronika Lechitów Polaków, napisana przez Godzislawa Baszko…» (Варшава, 1822).